# Jerseys vapen
Jerseys vapen består av en röd sköld med tre guld leoparder. Den är mycket lik Normandies,  Guernseys och Englands statsvapen. Sedan 1981 finns vapnet på Jerseys flagga.